# Adel Chedli
Adel Ben-Bechir Chedli (arabisch عادل بن بشير الشاذلي, DMG ʿĀdil b. Bašīr aš-Šāḏilī; * 16. September 1976 in La Ricamarie) ist ein ehemaliger tunesischer Fußballspieler und aktuell Co-Trainer der Nationalmannschaft Georgiens.

## Aktive Karriere
Adel Chedli ist in Frankreich geboren und aufgewachsen und besitzt sowohl die französische als auch die tunesische Staatsbürgerschaft. Sein erster Verein war der FCO Montrabert, beim AS Saint-Étienne stieg er dann zum Fußballprofi auf. 1997 wechselte er zum FC Sochaux, wo er mehrere Jahre in der ersten Liga spielte und tunesischer Nationalspieler wurde. Zuletzt spielte er für den FC Istres, bevor er nach dem Erstligaabstieg und insgesamt 88 Spielen in der höchsten französischen Liga ablösefrei in die Bundesliga wechselte. Zusammen mit seinem Nationalmannschaftskollegen Jawhar Mnari kam er zur Saison 2005/06 zum 1. FC Nürnberg, wo er einen Zweijahresvertrag unterschrieb. Nachdem er im ersten Jahr Probleme mit der Integration hatte, kam er unter zwei Trainern kaum zu Bundesligaeinsätzen und musste stattdessen häufig in der zweiten Mannschaft spielen. Wegen mangelnder Perspektiven wurde der Vertrag nach nur einem Jahr aufgelöst.
In seiner Jugendzeit spielte Chedli für die französische Junioren-Nationalmannschaft, entschied sich dann aber, zukünftig für Tunesien anzutreten, was nach seinem ersten Einsatz für Tunesien 1996 zu einer internationalen Zwangspause führte. Der tunesischen A-Nationalmannschaft gehört Chedli seit 2003 fest an und 2004 wurde er mit dem Team Afrika-Meister. In seinen 56 Einsätzen (inklusive Afrika-Cup 2006) erzielte er drei Tore für sein Land.
Für den Konföderationen-Pokal 2005 stand er im tunesischen Aufgebot. Er nahm an der Fußball-Weltmeisterschaft 2006 in Deutschland an allen drei Partien der tunesischen A-Auswahl unter Trainer Roger Lemerre teil. Des Weiteren gewann Adel Chedli mit der tunesischen Nationalmannschaft im Jahr 2011 die CHAN (Eine Afrikameisterschaft nur für Spieler die in den Afrikanischen Ligen unter Vertrag sind). Er ist somit der einzige Spieler weltweit und in Afrika, der sowohl die CAN als auch die CHAN gewann.
Zu Beginn der Saison 2006/2007 wechselte Chedli zum Schweizer Erstligisten FC Sion.
Nach seiner Auswechselung in der Pause der 11. Runde der Axpo Super League Saison 2007/2008 erklärte Chedli, dass er nie mehr für den FC Sion spielen würde. Daraufhin wurde er vom Vereinspräsidenten Christian Constantin entlassen.
2013 beendete er seine Karriere bei Raja Casablanca.

## Trainerkarriere
Nach dem Ende seiner aktiven Karriere trainierte er mehrere Vereine in seinem Geburtsland Frankreich. Seine erste Station war Pays d’Aix FC (2016–2017). Danach übernahm er den Olympique Rovenain für eine Saison. In der Saison 2018/2019 trainierte er AC Arles-Avignon. Im Februar 2021 wurde er Co-Trainer der georgischen Nationalmannschaft und gehört zum Trainerstab von Willy Sagnol.

## Titel

### Nationalmannschaft
- Afrikameister 2004 mit der tunesischen Nationalmannschaft
- CHAN-Meister 2011 mit der tunesischen Nationalmannschaft

### Erfolge auf Vereinsebene
- Meister Division 2 2000/01 mit dem FC Sochaux
- Meister der dritten Liga Frankreichs (2009) mit dem FC Istres
- Raja Casablanca
  - Marokkanischer Meisterschaft 2013
  - Marokkanischer Fußballpokal 2012